# Opus Nocturne
Opus Nocturne treći je studijski album švedskog black metal-sastava Marduk objavilen 1. prosinca 1994. godine, a objavila ga je diskografska kuća Osmose Productions. 

## O albumu
Opus Nocturne posljednji je Mardukov album s Joakimom Göthbergom i njegov posljednji album koji je miksao Dan Swanö.
Prvi je album na kojem se Marduk počeo služiti tehnikom bubnjanja blast beat, no i dalje je melodičan kao prethodni uradak Those of the Unlight; na naknadnim uradcima Heaven Shall Burn... When We Are Gathered i Nightwing skupina će se odmaknuti od tog stila i prigliti žešći pristup.
Pjesma "Materialized in Stone" nosi ime prema izvornom nazivu skladbe "From the Dark Past" norveškog black metal-sastava Mayhem s albuma De Mysteriis Dom Sathanas.
Album je ponovno objavljen 27. lipnja 2006., a objavila ga je diskografska kuća Regain Records; na toj se inačici nalaze snimke četiriju probnih izvedbi pjesama s albuma.

## Popis pjesama
| 1.    | »Intro / The Apperance of Spirits of Darkness« | 0:33 |
| 2.    | »Sulphur Souls«                                | 5:41 |
| 3.    | »From Subterranean Throne Profound«            | 7:47 |
| 4.    | »Autumnal Reaper«                              | 3:31 |
| 5.    | »Materialized in Stone«                        | 5:10 |
| 6.    | »Untrodden Paths (Wolves Part II)«             | 5:27 |
| 7.    | »Opus Nocturne«                                | 2:32 |
| 8.    | »Deme Quaden Thyrane«                          | 5:06 |
| 9.    | »The Sun Has Failed«                           | 7:22 |
| 43:09 |                                                |      |

| Dodatne pjesme na ponovnom izdanju | Dodatne pjesme na ponovnom izdanju | Dodatne pjesme na ponovnom izdanju | Dodatne pjesme na ponovnom izdanju | Dodatne pjesme na ponovnom izdanju | Dodatne pjesme na ponovnom izdanju | Dodatne pjesme na ponovnom izdanju | Dodatne pjesme na ponovnom izdanju | Dodatne pjesme na ponovnom izdanju | Dodatne pjesme na ponovnom izdanju |
| Br.                                | Skladba                            | Trajanje                           |                                    |                                    |                                    |                                    |                                    |                                    |                                    |
| ---------------------------------- | ---------------------------------- | ---------------------------------- | ---------------------------------- | ---------------------------------- | ---------------------------------- | ---------------------------------- | ---------------------------------- | ---------------------------------- | ---------------------------------- |
| 10.                                | »Sulphur Souls« (proba)            | 5:39                               |                                    |                                    |                                    |                                    |                                    |                                    |                                    |
| 11.                                | »Materialized in Stone« (proba)    | 5:38                               |                                    |                                    |                                    |                                    |                                    |                                    |                                    |
| 12.                                | »Opus Nocturne« (proba)            | 2:05                               |                                    |                                    |                                    |                                    |                                    |                                    |                                    |
| 13.                                | »Autumnal Reaper« (proba)          | 2:54                               |                                    |                                    |                                    |                                    |                                    |                                    |                                    |
| 59:33                              |                                    |                                    |                                    |                                    |                                    |                                    |                                    |                                    |                                    |

## Zasluge
| Marduk - Joakim Af Graf - vokali - Morgan Håkansson - gitara, grafički dizajn - Fredrik Andersson - bubnjevi - B War - bas-gitara | Ostalo osoblje - Tony Särkkä - vokal, tekstovi (pjesma 7.) - Kris Verwimp - omot albuma - Malena Wiman - slike - Kim Osara - grafički dizajn - Martin Custafsson - slike članova sastava - Dan Swanö - miks, inženjer zvuka |